# سوپ ۱۵ لوبیا
۱۵ سوپ لوبیا یک محصول سوپ لوبیا خشک بسته‌بندی شده از شرکت NK Hurst مستقر در ایندیانا است، به گفته مدیرعامل شرکت، این محصول رتبه نخست فروش سوپ لوبیا خشک در ایالات متحده را دارد.

## مواد تشکیل دهنده
هر بسته سوپ ۱۵ لوبیا شامل یک بسته چاشنی و حداقل ۱۵ نوع از انواع حبوبات خشک زیر است:
- لوبیا شمالی
- لوبیا چیتی
- لوبیا عروس درشت
- لوبیا چشم زرد
- نخود
- لوبیا عروس کوچک
- لپه باقالی سبز
- لوبیا قرمز
- لوبیا کرن‌بری
- لوبیا سفید کوچک
- لوبیا صورتی
- لوبیا قرمز کوچک
- لپه باقالی زرد
- عدس
- لوبیا سفید
- لوبیا کشاورزی
- لوبیا سیاه

این سوپ در حال حاضر در طعم‌های ژامبون، مرغ، کاجون و گوشت گاو تولید می‌شود.